# Wilhelm von Rosen
 For alternative betydninger, se Wilhelm von Rosen (flertydig). (Se også artikler, som begynder med Wilhelm von Rosen)
Carl Wilhelm Ludvig von Rosen (20. august 1788 i Plön – 17. juli 1853 i Segeberg) var en dansk amtmand, bror til Conrad Adam Johann von Rosen og far til Alfred, Carl, Sigismund von Rosen og Herman Wilhelm som var født i 1831 i Segeberg men flyttede til Skåne, Sverige i 1867 og var forpagter på et landbrug i Össjö (dansk: Øssjø) sogn i Ängelholms kommun.
Han var søn af kongelig dansk overførster og kammerherre Gottlieb von Rosen (1748-1835) og Regitze von Holstein (1761-1829). Han blev auskultant i Rentekammeret og fra 11. februar 1818 til sin død amtmand over Segeberg Amt. Han var kammerherre.
Han var medlem af Schleswig-Holstein-Lauenburgischen Gesellschaft für vaterländische Geschichte. Han var dekoreret med Dannebrogordenen, og 21. juli 1843 - dagen for sit sølvbryllup - blev han æresborger i Segeberg.
Cirka 1830 udgav han Beschreibung des Amts und der Landschaft Bredstedt in statistischer und kameralistischer Rücksicht.
21. juli 1818 blev han gift i Oldesloe med Sophie Marie født Decker (17. juni 1799 i Burg, Ditmarsken - 13. maj 1868 i København). Han havde med hende fire døtre, blandt hvilke Dorothee von Rosen var hofdame hos den danske dronning, og syv sønner.